# Фукујама (феудална област)
Фукујама (福山藩 Fukuyama-han)  је била једна од старих феудалних области током Едо периода. Обухватала је провинцију Бинго и Бичу а данас је њена територија део префектуре Хирошима.
Током хан система (феудалне области) Фукујама је, по периодичним катастарским истраживањима, описивана као политичка и економска област са пољопривредним приносима.

## Листа даимјоа
Списак даимјоа који су били на челу клана и области.
- Мизуно клан, 1619-1698 (фудаи даимјо; буџет 101.000 кокуа)[3]

1. Кацунари
2. Кацутоши
3. Кацусада
4. Кацутане
5. Кацумине

- Тенрјо, 1698-1700.
- Мацудаира (Окудаира) клан, 1700-1710 (фудаи даимјо; буџет 100.000 кокуа)[4]

1. Тадамаса

- Абе клан, 1710-1871 (фудаи даимјо; буџет 100.000->110.000 кокуа)[5]

1. Масакуни
2. Масајоши
3. Масасуке
4. Масатомо
5. Масакијо
6. Масајасу
7. Масахиро
8. Масанори
9. Масаката
10. Масатаке